# Христос и Антихрист
«Христос и Антихрист» — трилогия Дмитрия Мережковского, в которую вошли три романа: «Смерть богов. Юлиан Отступник» (1895), «Воскресшие боги. Леонардо да Винчи» (1901) и «Антихрист. Пётр и Алексей» (1904—1905). Автор рассматривал все три романа как единое целое — «не ряд книг, а одна, издаваемая для удобства только в нескольких частях. Одна об одном».

## Предыстория
В начале 1890 года, незадолго до начала работы над романом «Смерть Богов. Юлиан Отступник», у Мережковского, по воспоминаниям Зинаиды Гиппиус, произошли резкие изменения в мировоззрении. «…Все работы Дмитрия Сергеевича, отчасти эстетическое возрождение культурного слоя России, новые люди, которые входили в наш круг, а с другой стороны — плоский материализм старой интеллигенции… все это вместе взятое, да, конечно, с тем зерном, которое лежало в самой природе Д. С., — не могло не привести его к религии и к христианству», — писала она. Это было скептически встречено его недавними единомышленниками. «Мережковский делается все скучней и скучней — он не может ни гулять, ни есть, ни пить без того, чтобы не разглагольствовать о бессмертии души и о разных других столь же выспренних предметах», — замечал критик Алексей Плещеев в письме к издателю Алексею Суворину от 16 февраля 1891 года.
Предшествовал переоценке духовных ценностей «жанровый кризис»: выпустив три поэтических сборника, третий из которых, «Новые стихотворения» (1896), был совсем небольшим по объёму и исключительно философским по содержанию, Мережковский, как сам он говорил, стал утрачивать к поэзии интерес. Переходный характер имела серия переводов древнегреческой драматургии. Работы публиковались с трудом: они были (как заметил один из редакторов по поводу «Скованного Прометея», переведенного в 1891 году) «слишком ярким классическим цветком на тусклом поле современной русской беллетристики». На естественный вопрос изумлённого автора редактор пояснил: «Помилуйте, мы в общественной хронике все время боремся против классической системы воспитания, и вдруг целая трагедия Эсхила!…»
Как отмечает биограф Юрий Зобнин, до сих пор нет ясного ответа на вопрос, почему именно Мережковского заинтересовала эпоха, «почти невозможная, невиданная в тематике отечественной словесности, — Византия, IV век по Рождеству Христову»; предполагается, что способствовали тому именно греческие переводческие «штудии».

## Основные идеи трилогии
В романах трилогии писатель выразил свою философию истории и взгляд на будущее человечества, сформулировал основные идеи, легшие в основу «нового религиозного сознания» и церкви «Третьего завета».
Все три романа трилогии «Христос и Антихрист» были объединены главной идеей: борьбой и слиянием двух принципов, языческого и христианского, призывом к утверждению нового христианства, где «земля небесная, а небо земное».. В истории человеческой культуры, считал Мережковский, уже предпринимались попытки синтеза «земной» и «небесной» правд, но они оказались неудачными в силу незрелости человеческого общества. Именно в будущем соединении этих двух правд — «полнота религиозной истины», — считал Мережковский. Трилогия Мережковского (согласно Корнею Чуковскому) была написана для того, чтобы обнаружить «бездну верхнюю» и «бездну нижнюю», «Богочеловека» и «Человекобога», «Христа» и «Антихриста», «Землю и Небо», слитыми в одной душе, «претворившимися в ней в единую, цельную, нерасточимую мораль, в единую правду, в единое добро».
Позднее Мережковский писал:

Когда я начинал трилогию «Христос и Антихрист», мне казалось, что существуют две правды: христианство — правда о небе, и язычество — правда о земле, и в будущем соединении этих двух правд — полнота религиозной истины. Но, кончая, я уже знал, что соединение Христа с Антихристом — кощунственная ложь; я знал, что обе правды — о небе и о земле — уже соединены во Христе Иисусе <…> Но я теперь также знаю, что надо было мне пройти эту ложь до конца, чтобы увидеть истину. От раздвоения к соединению — таков мой путь, — и спутник-читатель, если он мне равен в главном — в свободе исканий, — придет к той же истине…

## История создания
Первый роман трилогии, «Смерть богов. Юлиан Отступник», был опубликован в 1895 году в журнале «Северный вестник». История жизни апологета язычества римского императора IV в. Юлиана, перед лицом наступающего христианства пытавшегося повернуть историю вспять и возродить реформированное язычество под знаком культа Солнца, многими критиками рассматривается как наиболее сильное художественное произведение доэмигрантского периода творчества Мережковского.
Далее последовал роман «Воскресшие боги. Леонардо да Винчи», печатавшийся в журнал «Мир божий» (1900) и вышедший отдельным изданием в 1901 году.
Третий роман трилогии, «Антихрист. Пётр и Алексей» (1904—1905), был написан уже после закрытия Собраний и напечатан в 1904 году в журнале «Новый путь» (в отдельном издании в 1905 года — «Антихрист. Пётр и Алексей»; все три части переизданы в Берлине в 1922 году). Здесь Пётр Первый был изображён «воплощённым антихристом», носителем веры представал царевич Алексей.
Герои всех трёх произведений (согласно биографии Вадима Полонского) «под масками исторических деятелей» воплощают почти «космическую» борьбу вечно противостоящих в истории универсальных начал — тех же языческой, «антихристовой» бездны плоти и «христовой» «бездны духа», «извращённой» (по мнению автора) аскетизмом исторического христианства. В ходе работы над трилогией Мережковский, как отмечалось, выработал особый тип «романной поэтики», техники его построения, особый упор сделав на символических лейтмотивах и игре цитатами, перемешав реальные исторические источники и собственные стилизации под таковые.

## Критика
Трилогия была неоднозначно оценена критикой и современными Мережковскому писателями и философами. Отмечалась, например, подчинённость прозы писателя определённым, заранее заданным идеям и схемам. Николай Бердяев предположил, что Мережковский «…стремится синтезировать Христа и антихриста». Сам писатель отчасти соглашался с такой оценкой. Он признавался, что надеялся, соединив два начала христианства и язычества получить «полноту жизни», а заканчивая трилогию, уже отчётливо «осознавал, что… соединение Христа с Антихристом — кощунственная ложь».
Позже Бердяев, критикуя концепцию Мережковского в целом, писал:

В антихриста он верит более, чем в Христа, и без антихриста не может шагу ступить. Всюду открывает он антихристов дух и антихристов лик. Злоупотребление антихристом — один из основных грехов Мережковского. От этого антихрист перестает быть страшен. — «Новое христианство (Д. С. Мережковский)»
Корней Чуковский, отдавая должное автору-культуроведу («…Д. С. Мережковский любит культуру, как никто никогда не любил её»), уточнял: это, прежде всего, — культура как «жизнь вещей», жизнь «всяческих книг, картин, лоскутков». По мнению Чуковского, в трилогии «…нет ни Юлиана, ни Леонардо да Винчи, ни Петра, а есть вещи, вещи и вещи, множество вещей, спорящих между собою, дерущихся, примиряющихся, вспоминающих старые обиды через десять веков и окончательно загромоздивших собою всякое живое существо».
Согласно замечанию русского философа Николая Лосского идея двух бездн Мережковского «истолкованная в духе некоторых представителей гностицизма, ведет к дьявольскому искушению поверить в то, что существует два пути совершенства и святости — один путь обуздания страстей и другой путь, напротив, предоставления им полного простора». Позже Мережковский утверждал опасность двусмысленного истолкования идеи: «Я знаю, — говорил он, — что мой вопрос содержит опасность ереси, которая могла бы в отличие от аскетизма получить название ереси астаркизма…».

### Историческое значение
Стилистика прозы Мережковского, способствовавшая удачным переводам, способствовала росту популярности писателя на Западе. В начале века в Европе (как отмечает Полонский) «его имя произносилось среди первых литераторов эпохи на равных с именем Чехова». В Daily Telegraph (1904) Мережковский был назван «достойным наследником Толстого и Достоевского».
Трилогия была очень популярной в Германии; в частности, оказала влияние на творчество немецкого поэта-экспрессиониста Георга Гейма. Позже критики отмечали, что в своей трилогии Мережковский «дал литературе модернизма образец романного цикла как особой повествовательной формы и способствовал становлению того типа экспериментального романа, который отзовется в лучших произведениях Андрея Белого, Алексея Ремизова, а в Европе — Джеймса Джойса и Томаса Манна». Именно трилогия «Христос и Антихрист» обеспечила писателю особое место в истории русской литературы: Мережковский вошёл в неё прежде всего как создатель нового типа исторического романа, особой вариации мировоззренческого «романа мысли».
Как отмечала исследовательница литературы Зара Минц, трилогия, произведшая «странное впечатление» на современников, была мало похожа на русский исторический роман XIX века. Новыми были трактовки главных героев, и общая концепция, и сюжетное построение. В европейской художественной литературе Минц обнаружила лишь одно произведение, имющее общие черты с трилогией: «мировую драму» Генрика Ибсена «Кесарь и Галилеянин» (1873).